# Tioga (Virginie-Occidentale)
Tioga est une census-designated place située dans le comté de Nicholas, dans l’État de Virginie-Occidentale, aux États-Unis. Lors du recensement de 2020, elle comptait 79 habitants.